# Winston Leyland
Winston Leyland (* 1940 in Lancashire, England) ist ein US-amerikanischer Autor, Herausgeber, Verleger und ehemaliger römisch-katholischer Priester.

## Leben
Sein Vater war US-amerikanischer Soldat. 1952 zog die Familie Leyland nach Providence, Rhode Island. Leyland studierte römisch-katholische Theologie am Seminar der Missionsgesellschaft von St. Columban in Milton, Massachusetts, und wurde am 21. Dezember 1966 zum römisch-katholischen Priester geweiht. An der University of California, Los Angeles studierte er danach Geschichte, wo er einen Master-Abschluss erreichte. Im Zuge der Proteste gegen den Vietnamkrieg, wo er in Widerspruch und Konflikt zum Kardinal James Francis McIntyre im Erzbistum Los Angeles geriet, verließ Leyland seinen Orden und wurde Buddhist. 
Leyland arbeitete danach für die Los Angeles Times und Gay Sunshine in Kalifornien und fungierte als Redakteur für letztere, als es in Gay Sunshine Journal umbenannt wurde. 1975 gründete Leyland den Verlag Gay Sunshine Press und Leyland Publications im Jahr 1984. Die Verlage haben mehr als 135 Bücher veröffentlicht und sind bekannt für ihre Übersetzungen homosexueller europäischer und asiatischer Literatur in die englische Sprache, darunter Werke von Vladimir Makanin, Yukio Mishima und Nikolai Gogol. Leyland veröffentlichte auch schriftliche Erotika wie Mike Shearers Werk Great American Gay Porno Novel und Sammlungen von Lesern, die von Boyd McDonald herausgegeben wurden.
Leyland erhielt 1980 einen Stonewall Book Award für seine Arbeit als Herausgeber von Now the Volcano: Eine Anthologie der lateinamerikanischen schwulen Literatur. Er gewann im Jahr 1992 einen Lambda Literary Award und war 1998, 2000 und 2002 erneut für diesen Preis nominiert.

## Werke (Auswahl)
- 1980: Hrsg.: Now the Volcano: An Anthology of Latin American Gay Literature
- 1992: Hrsg.: Gay Roots: Twenty Years of Gay Sunshine

## Auszeichnungen und Preise (Auswahl)
- 1980: Stonewall Book Award für Now the Volcano: An Anthology of Latin American Gay Literature
- 1992: Lambda Literary Award für Gay Roots: Twenty Years of Gay Sunshine